# Serie A1 2008-2009 (pallavolo femminile)
La Serie A1 italiana di pallavolo femminile 2008-2009 si è svolta dall'11 ottobre 2008 al 9 maggio 2009: al torneo hanno partecipato quattordici squadre di club italiane e la vittoria finale è andata per la seconda volta consecutiva al Robursport Volley Pesaro.

## Regolamento

### Formula
Le squadre hanno disputato un girone all'italiana, con gare di andata e ritorno, per un totale di ventisei giornate; al termine della regular season:
- Le prime otto classificate hanno acceduto ai play-off scudetto, strutturati in quarti di finale, giocati al meglio di due vittorie su tre gare, semifinali e finale, entrambe giocate al meglio di tre vittorie su cinque gare.
- Le ultime due classificate sono retrocesse in Serie A2.

### Criteri di classifica
Se il risultato finale è stato di 3-0 o 3-1 sono stati assegnati 3 punti alla squadra vincente e 0 a quella sconfitta, se il risultato finale è stato di 3-2 sono stati assegnati 2 punti alla squadra vincente e 1 a quella sconfitta.
L'ordine del posizionamento in classifica è stato definito in base a:
- Punti;
- Numero di partite vinte;
- Ratio dei set vinti/persi;
- Ratio dei punti realizzati/subiti.

## Squadre partecipanti
Al campionato di Serie A1 2008-09 hanno partecipato quattordici squadre: quelle neopromosse dalla Serie A2 sono state lo Spes Volley Conegliano, vincitrice del regular season, la Florens Volley Castellana Grotte, seconda classificata in campionato, e la Pallavolo Villanterio, vincitrice dei play-off promozione; una squadra che ha avuto il diritto di partecipazione, ossia lo Jogging Volley Altamura, ha rinunciato all'iscrizione: questa ha ceduto il titolo sportivo al Cesena.
| Club               | Città              | Palazzetto                         | Stagione precedente                                |
| ------------------ | ------------------ | ---------------------------------- | -------------------------------------------------- |
| Bergamo            | Bergamo            | PalaNorda Bergamo                  | 2ª in Serie A1; Semifinali play-off scudetto       |
| Busto Arsizio      | Busto Arsizio      | PalaYamamay Busto Arsizio          | 6ª in Serie A1; Quarti di finale play-off scudetto |
| Castellana Grotte  | Castellana Grotte  | PalaGrotte Castellana Grotte       | 2ª in Serie A2                                     |
| Cesena             | Cesena             | Carisport Cesena                   | 2ª in Serie B2 Finale play-off promozione          |
| Chieri             | Chieri             | PalaMaddalene Chieri               | 11ª in Serie A1                                    |
| Spes Conegliano    | Conegliano         | Zoppas Arena Conegliano            | 1ª in Serie A2                                     |
| Giannino Pieralisi | Jesi               | PalaTriccoli Jesi                  | 5ª in Serie A1; Quarti di finale play-off scudetto |
| Asystel            | Novara             | Sporting Palace Novara             | 4ª in Serie A1; Semifinali play-off scudetto       |
| Villanterio        | Pavia              | PalaRavizza Pavia                  | 6ª in Serie A2; Vincitrice play-off promozione     |
| Sirio Perugia      | Perugia            | PalaEvangelisti Perugia            | 3ª in Serie A1; Finale play-off scudetto           |
| Robursport Pesaro  | Pesaro             | PalaDionigi Sant'Angelo in Lizzola | 1ª in Serie A1; Campione d'Italia                  |
| Santeramo          | Santeramo in Colle | PalaCooper Santeramo in Colle      | 7ª in Serie A1; Quarti di finale play-off scudetto |
| Sassuolo           | Sassuolo           | PalaPaganelli Sassuolo             | 8ª in Serie A1; Quarti di finale play-off scudetto |
| Vicenza            | Vicenza            | Palasport Città di Vicenza Vicenza | 10ª in Serie A1                                    |

## Torneo

### Regular season

#### Risultati
| Prima giornata |                          |     |                                   |
|                |                          |     |                                   |
| 12-10          | Pesaro-Pavia             | 3-1 | 25-16, 27-29, 25-23, 25-15        |
| 12-10          | Novara-Castellana Grotte | 1-3 | 18-25, 25-23, 21-25, 20-25        |
| 11-10          | Vicenza-Jesi             | 2-3 | 25-23, 23-25, 25-23, 20-25, 5-15  |
| 12-10          | Busto Arsizio-Cesena     | 3-0 | 25-23, 25-15, 25-23               |
| 12-10          | Bergamo-Conegliano       | 3-0 | 25-17, 25-23, 25-22               |
| 12-10          | Santeramo-Perugia        | 3-2 | 25-20, 16-25, 27-25, 25-27, 15-10 |
| 12-10          | Sassuolo-Chieri          | 3-1 | 30-32, 25-23, 25-16, 27-25        |

| Seconda giornata |                           |     |                                   |
|                  |                           |     |                                   |
| 19-10            | Cesena-Novara             | 2-3 | 17-25, 25-18, 25-19, 16-25, 16-18 |
| 19-10            | Chieri-Pesaro             | 1-3 | 15-25, 23-25, 25-21, 19-25        |
| 19-10            | Conegliano-Vicenza        | 3-0 | 25-21, 25-21, 25-19               |
| 19-10            | Jesi-Santeramo            | 3-0 | 25-16, 25-13, 25-13               |
| 19-10            | Pavia-Busto Arsizio       | 0-3 | 28-30, 23-25, 20-25               |
| 18-10            | Castellana Grotte-Bergamo | 1-3 | 20-25, 25-16, 22-25, 27-29        |
| 19-10            | Perugia-Sassuolo          | 1-3 | 23-25, 25-19, 18-25, 15-25        |

| Terza giornata |                            |     |                                  |
|                |                            |     |                                  |
| 26-10          | Bergamo-Jesi               | 3-2 | 25-19, 23-25, 25-19, 25-27, 15-9 |
| 26-10          | Santeramo-Pavia            | 2-3 | 25-18, 25-13, 13-25, 17-25, 9-15 |
| 26-10          | Pesaro-Cesena              | 3-0 | 25-18, 25-20, 25-12              |
| 26-10          | Busto Arsizio-Chieri       | 3-0 | 25-23, 25-21, 25-14              |
| 26-10          | Sassuolo-Castellana Grotte | 1-3 | 16-25, 17-25, 25-23, 14-25       |
| 25-10          | Conegliano-Perugia         | 3-1 | 21-25, 25-17, 25-21, 25-22       |
| 26-10          | Vicenza-Novara             | 1-3 | 26-24, 22-25, 22-25, 18-25       |

| Quarta giornata |                           |     |                                   |
|                 |                           |     |                                   |
| 02-11           | Perugia-Jesi              | 1-3 | 25-23, 16-25, 12-25, 13-25        |
| 01-11           | Busto Arsizio-Pesaro      | 2-3 | 12-25, 20-25, 25-22, 26-24, 14-16 |
| 02-11           | Novara-Santeramo          | 3-1 | 26-28, 25-14, 25-18, 25-17        |
| 02-11           | Cesena-Bergamo            | 0-3 | 21-25, 22-25, 23-25               |
| 02-11           | Sassuolo-Conegliano       | 3-1 | 25-20, 25-19, 23-25, 25-22        |
| 02-11           | Castellana Grotte-Vicenza | 3-0 | 25-19, 25-20, 25-18               |
| 02-11           | Chieri-Pavia              | 2-3 | 11-25, 25-23, 24-26, 25-20, 11-15 |

| Quinta giornata |                              |     |                                  |
|                 |                              |     |                                  |
| 09-11           | Jesi-Novara                  | 3-1 | 25-23, 22-25, 25-20, 25-22       |
| 09-11           | Pesaro-Sassuolo              | 3-0 | 25-14, 25-16, 25-13              |
| 09-11           | Bergamo-Busto Arsizio        | 3-1 | 25-22, 25-22, 19-25, 26-24       |
| 08-11           | Pavia-Perugia                | 0-3 | 21-25, 22-25, 20-25              |
| 09-11           | Santeramo-Cesena             | 3-0 | 25-20, 25-23, 25-21              |
| 09-11           | Vicenza-Chieri               | 2-3 | 25-23, 22-25, 19-25, 25-23, 9-15 |
| 09-11           | Conegliano-Castellana Grotte | 3-1 | 25-19, 25-16, 21-25, 25-22       |

| Sesta giornata |                          |     |                            |
|                |                          |     |                            |
| 16-11          | Chieri-Jesi              | 1-3 | 20-25, 26-24, 21-25, 22-25 |
| 16-11          | Castellana Grotte-Pesaro | 0-3 | 13-25, 20-25, 19-25        |
| 16-11          | Busto Arsizio-Santeramo  | 3-1 | 21-25, 25-22, 25-21, 25-12 |
| 16-11          | Pavia-Bergamo            | 1-3 | 25-13, 16-25, 22-25, 23-25 |
| 15-11          | Novara-Sassuolo          | 3-1 | 25-19, 25-17, 24-26, 25-20 |
| 15-11          | Perugia-Vicenza          | 3-0 | 25-23, 25-20, 25-14        |
| 16-11          | Cesena-Conegliano        | 3-0 | 25-23, 27-25, 25-15        |

| Settima giornata |                          |     |                                   |
|                  |                          |     |                                   |
| 23-11            | Santeramo-Pesaro         | 0-3 | 16-25, 10-25, 17-25               |
| 23-11            | Perugia-Chieri           | 3-0 | 27-25, 25-15, 25-16               |
| 22-11            | Jesi-Castellana Grotte   | 3-1 | 25-20, 21-25, 25-16, 25-16        |
| 22-11            | Bergamo-Novara           | 3-2 | 25-16, 13-25, 19-25, 25-23, 18-16 |
| 23-11            | Sassuolo-Cesena          | 3-0 | 25-20, 25-21, 25-17               |
| 23-11            | Conegliano-Busto Arsizio | 3-2 | 25-20, 16-25, 25-21, 23-25, 15-12 |
| 23-11            | Vicenza-Pavia            | 2-3 | 22-25, 25-20, 22-25, 25-16, 11-15 |

| Ottava giornata |                                 |     |                                   |
|                 |                                 |     |                                   |
| 30-11           | Novara-Perugia                  | 3-2 | 21-25, 25-20, 25-15, 13-25, 15-7  |
| 30-11           | Cesena-Chieri                   | 3-1 | 26-24, 14-25, 25-21, 26-24        |
| 30-11           | Pavia-Jesi                      | 2-3 | 19-25, 25-23, 21-25, 25-15, 10-15 |
| 29-11           | Pesaro-Vicenza                  | 3-0 | 25-17, 25-14, 25-14               |
| 30-11           | Bergamo-Sassuolo                | 3-0 | 25-22, 25-14, 25-22               |
| 30-11           | Busto Arsizio-Castellana Grotte | 2-3 | 23-25, 22-25, 25-19, 25-15, 12-15 |
| 30-11           | Santeramo-Conegliano            | 2-3 | 19-25, 25-20, 22-25, 25-16, 9-15  |

| Nona giornata |                          |     |                                   |
|               |                          |     |                                   |
| 04-12         | Jesi-Pesaro              | 1-3 | 18-25, 26-28, 25-21, 18-25        |
| 04-12         | Chieri-Novara            | 0-3 | 33-35, 19-25, 17-25               |
| 04-12         | Castellana Grotte-Cesena | 3-1 | 21-25, 25-21, 25-18, 25-16        |
| 04-12         | Vicenza-Santeramo        | 3-2 | 21-25, 25-22, 16-25, 25-23, 15-13 |
| 04-12         | Perugia-Bergamo          | 0-3 | 23-25, 24-26, 26-28               |
| 04-12         | Sassuolo-Busto Arsizio   | 1-3 | 24-26, 25-20, 26-28, 23-25        |
| 04-12         | Conegliano-Pavia         | 3-0 | 25-22, 25-14, 25-20               |

| Decima giornata |                         |     |                                   |
|                 |                         |     |                                   |
| 14-12           | Cesena-Jesi             | 3-1 | 19-25, 25-17, 25-23, 25-22        |
| 14-12           | Pesaro-Novara           | 3-2 | 24-26, 25-22, 25-20, 18-25, 15-10 |
| 14-12           | Bergamo-Vicenza         | 3-0 | 25-15, 25-17, 25-21               |
| 14-12           | Busto Arsizio-Perugia   | 2-3 | 27-29, 26-24, 26-24, 15-25, 9-15  |
| 13-12           | Santeramo-Sassuolo      | 0-3 | 22-25, 20-25, 19-25               |
| 14-12           | Conegliano-Chieri       | 3-1 | 21-25, 25-20, 25-16, 25-20        |
| 13-12           | Pavia-Castellana Grotte | 3-1 | 25-20, 25-14, 21-25, 25-19        |

| Undicesima giornata |                           |     |                                   |
|                     |                           |     |                                   |
| 20-12               | Pesaro-Bergamo            | 3-1 | 25-22, 25-20, 22-25, 27-25        |
| 21-12               | Castellana Grotte-Perugia | 1-3 | 20-25, 25-22, 16-25, 18-25        |
| 21-12               | Jesi-Conegliano           | 3-1 | 23-25, 33-31, 25-19, 25-20        |
| 21-12               | Novara-Busto Arsizio      | 3-0 | 25-21, 25-20, 25-23               |
| 21-12               | Chieri-Santeramo          | 1-3 | 23-25, 22-25, 25-18, 19-25        |
| 21-12               | Sassuolo-Vicenza          | 3-0 | 25-22, 25-20, 25-19               |
| 21-12               | Cesena-Pavia              | 3-2 | 26-28, 28-26, 25-23, 20-25, 17-15 |

| Dodicesima giornata |                             |     |                            |
|                     |                             |     |                            |
| 26-12               | Conegliano-Pesaro           | 0-3 | 13-25, 18-25, 22-25        |
| 26-12               | Bergamo-Chieri              | 3-1 | 25-20, 26-24, 22-25, 25-17 |
| 26-12               | Perugia-Cesena              | 3-1 | 25-14, 25-17, 30-32, 25-11 |
| 26-12               | Pavia-Novara                | 1-3 | 25-21, 17-25, 20-25, 23-25 |
| 26-12               | Jesi-Sassuolo               | 3-0 | 25-20, 25-14, 26-24        |
| 27-12               | Castellana Grotte-Santeramo | 3-0 | 25-14, 25-21, 25-23        |
| 26-12               | Vicenza-Busto Arsizio       | 1-3 | 21-25, 23-25, 25-23, 21-25 |

| Tredicesima giornata |                          |     |                                   |
|                      |                          |     |                                   |
| 06-01                | Santeramo-Bergamo        | 2-3 | 22-25, 25-20, 25-18, 17-25, 12-15 |
| 06-01                | Chieri-Castellana Grotte | 1-3 | 18-25, 24-26, 25-23, 15-25        |
| 06-01                | Busto Arsizio-Jesi       | 3-2 | 25-22, 25-20, 20-25, 22-25, 15-12 |
| 06-01                | Pesaro-Perugia           | 3-0 | 25-21, 25-21, 25-21               |
| 06-01                | Novara-Conegliano        | 3-0 | 25-19, 25-17, 25-17               |
| 06-01                | Sassuolo-Pavia           | 3-0 | 25-22, 25-23, 25-20               |
| 06-01                | Cesena-Vicenza           | 3-2 | 25-22, 20-25, 20-25, 25-21, 16-14 |

| Quattordicesima giornata |                          |     |                            |
|                          |                          |     |                            |
| 11-01                    | Pavia-Pesaro             | 0-3 | 12-25, 19-25, 20-25        |
| 11-01                    | Castellana Grotte-Novara | 3-0 | 25-20, 25-23, 25-23        |
| 11-01                    | Jesi-Vicenza             | 3-0 | 25-17, 25-15, 25-16        |
| 10-01                    | Cesena-Busto Arsizio     | 1-3 | 22-25, 25-18, 26-28, 16-25 |
| 11-01                    | Conegliano-Bergamo       | 3-1 | 23-25, 25-19, 25-16, 25-21 |
| 10-01                    | Perugia-Santeramo        | 3-0 | 25-22, 25-11, 25-17        |
| 11-01                    | Chieri-Sassuolo          | 1-3 | 27-25, 22-25, 19-25, 23-25 |

| Quindicesima giornata |                           |     |                                   |
|                       |                           |     |                                   |
| 18-01                 | Novara-Cesena             | 3-0 | 25-15, 25-18, 25-23               |
| 18-01                 | Santeramo-Jesi            | 3-2 | 18-25, 25-13, 8-25, 25-17, 15-13  |
| 18-01                 | Vicenza-Conegliano        | 2-3 | 25-17, 25-21, 21-25, 18-25, 13-15 |
| 17-01                 | Pesaro-Chieri             | 3-0 | 25-16, 25-13, 25-22               |
| 18-01                 | Busto Arsizio-Pavia       | 2-3 | 23-25, 25-22, 25-23, 18-25, 9-15  |
| 18-01                 | Bergamo-Castellana Grotte | 3-0 | 25-18, 25-20, 25-12               |
| 17-01                 | Sassuolo-Perugia          | 1-3 | 21-25, 25-18, 22-25, 19-25        |

| Sedicesima giornata |                            |     |                                   |
|                     |                            |     |                                   |
| 25-01               | Jesi-Bergamo               | 3-2 | 16-25, 25-18, 17-25, 25-21, 16-14 |
| 25-01               | Pavia-Santeramo            | 3-0 | 25-19, 25-23, 28-26               |
| 25-01               | Cesena-Pesaro              | 0-3 | 15-25, 20-25, 22-25               |
| 24-01               | Chieri-Busto Arsizio       | 2-3 | 20-25, 19-25, 27-25, 25-20, 18-20 |
| 25-01               | Castellana Grotte-Sassuolo | 0-3 | 25-27, 23-25, 23-25               |
| 25-01               | Perugia-Conegliano         | 3-1 | 25-20, 25-15, 22-25, 25-20        |
| 25-01               | Novara-Vicenza             | 3-0 | 25-9, 25-14, 25-17                |

| Diciassettesima giornata |                           |     |                                   |
|                          |                           |     |                                   |
| 02-02                    | Jesi-Perugia              | 3-2 | 25-19, 25-20, 17-25, 19-25, 15-13 |
| 01-02                    | Pesaro-Busto Arsizio      | 3-0 | 25-17, 25-20, 25-15               |
| 01-02                    | Santeramo-Novara          | 1-3 | 18-25, 25-20, 20-25, 24-26        |
| 01-02                    | Bergamo-Cesena            | 3-2 | 25-11, 24-26, 21-25, 25-14, 15-12 |
| 01-02                    | Conegliano-Sassuolo       | 1-3 | 25-16, 26-28, 20-25, 22-25        |
| 01-02                    | Vicenza-Castellana Grotte | 3-1 | 25-23, 21-25, 25-21, 25-22        |
| 01-02                    | Pavia-Chieri              | 3-1 | 26-24, 25-23, 18-25, 25-17        |

| Diciottesima giornata |                              |     |                                   |
|                       |                              |     |                                   |
| 15-02                 | Novara-Jesi                  | 3-2 | 26-28, 22-25, 25-18, 25-18, 15-12 |
| 15-02                 | Sassuolo-Pesaro              | 0-3 | 18-25, 15-25, 20-25               |
| 14-02                 | Busto Arsizio-Bergamo        | 1-3 | 20-25, 25-21, 19-25, 20-25        |
| 15-02                 | Perugia-Pavia                | 3-1 | 25-21, 25-21, 10-25, 25-21        |
| 15-02                 | Cesena-Santeramo             | 3-2 | 25-27, 25-15, 25-15, 23-25, 15-12 |
| 15-02                 | Chieri-Vicenza               | 3-1 | 25-21, 22-25, 25-19, 25-20        |
| 15-02                 | Castellana Grotte-Conegliano | 2-3 | 25-22, 20-25, 25-22, 21-25, 11-15 |

| Diciannovesima giornata |                          |     |                            |
|                         |                          |     |                            |
| 21-02                   | Jesi-Chieri              | 0-3 | 21-25, 22-25, 20-25        |
| 22-02                   | Pesaro-Castellana Grotte | 3-0 | 25-11, 25-20, 25-14        |
| 22-02                   | Santeramo-Busto Arsizio  | 1-3 | 25-21, 20-25, 17-25, 22-25 |
| 22-02                   | Bergamo-Pavia            | 3-0 | 25-20, 25-14, 25-21        |
| 22-02                   | Sassuolo-Novara          | 1-3 | 17-25, 9-25, 25-22, 19-25  |
| 22-02                   | Vicenza-Perugia          | 0-3 | 17-25, 18-25, 21-25        |
| 21-02                   | Conegliano-Cesena        | 3-0 | 25-19, 25-18, 25-23        |

| Ventesima giornata |                          |     |                                  |
|                    |                          |     |                                  |
| 01-03              | Pesaro-Santeramo         | 3-0 | 25-19, 25-21, 25-15              |
| 01-03              | Chieri-Perugia           | 3-2 | 27-25, 25-22, 23-25, 22-25, 15-8 |
| 01-03              | Castellana Grotte-Jesi   | 1-3 | 23-25, 19-25, 25-20, 24-26       |
| 28-02              | Novara-Bergamo           | 3-0 | 25-20, 25-16, 25-12              |
| 01-03              | Cesena-Sassuolo          | 3-1 | 27-25, 25-15, 22-25, 25-17       |
| 01-03              | Busto Arsizio-Conegliano | 3-1 | 15-25, 25-19, 25-14, 25-17       |
| 01-03              | Pavia-Vicenza            | 3-1 | 25-20, 25-19, 23-25, 25-19       |

| Ventunesima giornata |                                 |     |                                   |
|                      |                                 |     |                                   |
| 08-03                | Perugia-Novara                  | 1-3 | 23-25, 25-22, 22-25, 19-25        |
| 08-03                | Chieri-Cesena                   | 3-0 | 27-25, 25-20, 25-21               |
| 07-03                | Jesi-Pavia                      | 3-1 | 25-19, 21-25, 25-18, 25-23        |
| 08-03                | Vicenza-Pesaro                  | 0-3 | 22-25, 13-25, 13-25               |
| 08-03                | Sassuolo-Bergamo                | 1-3 | 14-25, 16-25, 25-22, 25-27        |
| 08-03                | Castellana Grotte-Busto Arsizio | 3-2 | 25-18, 25-21, 16-25, 22-25, 15-10 |
| 08-03                | Conegliano-Santeramo            | 3-0 | 25-18, 25-18, 25-19               |

| Ventiduesima giornata |                          |     |                                  |
|                       |                          |     |                                  |
| 17-03                 | Pesaro-Jesi              | 3-0 | 25-17, 25-22, 25-21              |
| 19-03                 | Novara-Chieri            | 3-0 | 25-22, 25-12, 25-17              |
| 14-03                 | Cesena-Castellana Grotte | 2-3 | 25-19, 19-25, 16-25, 25-19, 9-15 |
| 15-03                 | Santeramo-Vicenza        | 3-0 | 25-16, 25-22, 25-18              |
| 15-03                 | Bergamo-Perugia          | 3-0 | 25-21, 28-26, 25-23              |
| 15-03                 | Busto Arsizio-Sassuolo   | 3-0 | 25-14, 25-16, 25-23              |
| 15-03                 | Pavia-Conegliano         | 0-3 | 28-30, 19-25, 23-25              |

| Ventitreesima giornata |                         |     |                                   |
|                        |                         |     |                                   |
| 22-03                  | Jesi-Cesena             | 3-2 | 20-25, 25-19, 20-25, 25-16, 15-12 |
| 21-03                  | Novara-Pesaro           | 3-1 | 9-25, 25-16, 25-23, 25-22         |
| 22-03                  | Vicenza-Bergamo         | 1-3 | 25-21, 18-25, 15-25, 20-25        |
| 22-03                  | Perugia-Busto Arsizio   | 0-3 | 24-26, 22-25, 20-25               |
| 22-03                  | Sassuolo-Santeramo      | 3-1 | 25-13, 22-25, 25-19, 25-21        |
| 22-03                  | Chieri-Conegliano       | 3-2 | 19-25, 17-25, 25-22, 25-20, 15-13 |
| 22-03                  | Castellana Grotte-Pavia | 3-0 | 25-21, 25-22, 25-16               |

| Ventiquattresima giornata |                           |     |                                   |
|                           |                           |     |                                   |
| 01-04                     | Bergamo-Pesaro            | 3-1 | 27-29, 25-20, 28-26, 25-23        |
| 16-03                     | Perugia-Castellana Grotte | 3-2 | 25-18, 18-25, 25-13, 22-25, 15-10 |
| 29-03                     | Conegliano-Jesi           | 2-3 | 22-25, 24-26, 25-21, 25-17, 10-15 |
| 28-03                     | Busto Arsizio-Novara      | 1-3 | 25-22, 19-25, 23-25, 15-25        |
| 29-03                     | Santeramo-Chieri          | 3-1 | 25-21, 25-22, 23-25, 26-24        |
| 29-03                     | Vicenza-Sassuolo          | 0-3 | 16-25, 24-26, 24-26               |
| 29-03                     | Pavia-Cesena              | 3-1 | 25-15, 23-25, 25-17, 25-20        |

| Venticinquesima giornata |                             |     |                                  |
|                          |                             |     |                                  |
| 04-04                    | Pesaro-Conegliano           | 3-0 | 25-21, 25-17, 25-17              |
| 05-04                    | Chieri-Bergamo              | 3-2 | 13-25, 21-25, 25-23, 25-19, 15-9 |
| 05-04                    | Cesena-Perugia              | 0-3 | 21-25, 16-25, 16-25              |
| 05-04                    | Novara-Pavia                | 3-0 | 25-18, 31-29, 25-19              |
| 05-04                    | Sassuolo-Jesi               | 3-1 | 25-22, 16-25, 25-23, 25-17       |
| 05-04                    | Santeramo-Castellana Grotte | 0-3 | 12-25, 20-25, 18-25              |
| 05-04                    | Busto Arsizio-Vicenza       | 3-0 | 25-19, 25-22, 25-21              |

| Ventiseiesima giornata |                          |     |                                   |
|                        |                          |     |                                   |
| 11-04                  | Bergamo-Santeramo        | 3-0 | 25-21, 25-18, 25-18               |
| 11-04                  | Castellana Grotte-Chieri | 3-1 | 25-18, 23-25, 25-18, 25-19        |
| 11-04                  | Jesi-Busto Arsizio       | 1-3 | 23-25, 25-21, 16-25, 33-35        |
| 11-04                  | Perugia-Pesaro           | 0-3 | 19-25, 14-25, 15-25               |
| 11-04                  | Conegliano-Novara        | 1-3 | 13-25, 26-24, 21-25, 16-25        |
| 11-04                  | Pavia-Sassuolo           | 3-2 | 22-25, 25-19, 25-18, 18-25, 15-13 |
| 11-04                  | Vicenza-Cesena           | 3-1 | 25-21, 25-16, 22-25, 25-20        |

#### Classifica
| Pos. | Squadra            | Pt | G  | V  | P  | SV | SP | Ratio | PF    | PS    | Ratio |
| ---- | ------------------ | -- | -- | -- | -- | -- | -- | ----- | ----- | ----- | ----- |
| 1.   | Robursport Pesaro  | 70 | 26 | 24 | 2  | 74 | 14 | 5.285 | 2 149 | 1 657 | 1.296 |
| 2.   | Asystel            | 62 | 26 | 21 | 5  | 69 | 31 | 2.225 | 2 346 | 2 038 | 1.151 |
| 3.   | Bergamo            | 61 | 26 | 21 | 5  | 69 | 31 | 2.225 | 2 305 | 2 106 | 1.094 |
| 4.   | Busto Arsizio      | 49 | 26 | 15 | 11 | 60 | 44 | 1.363 | 2 343 | 2 280 | 1.027 |
| 5.   | Giannino Pieralisi | 46 | 26 | 16 | 10 | 60 | 49 | 1.224 | 2 415 | 2 311 | 1.045 |
| 6.   | Sirio Perugia      | 41 | 26 | 13 | 13 | 51 | 48 | 1.062 | 2 198 | 2 125 | 1.034 |
| 7.   | Sassuolo           | 40 | 26 | 13 | 13 | 48 | 46 | 1.043 | 2 071 | 2 157 | 0.960 |
| 8.   | Castellana Grotte  | 38 | 26 | 13 | 13 | 50 | 50 | 1.000 | 2 172 | 2 176 | 0.998 |
| 9.   | Spes Conegliano    | 37 | 26 | 13 | 13 | 49 | 51 | 0.960 | 2 185 | 2 204 | 0.991 |
| 10.  | Villanterio        | 27 | 26 | 10 | 16 | 39 | 62 | 0.629 | 2 185 | 2 262 | 0.965 |
| 11.  | Cesena             | 22 | 26 | 7  | 19 | 34 | 66 | 0.515 | 2 067 | 2 311 | 0.894 |
| 12.  | Santeramo          | 21 | 26 | 6  | 20 | 33 | 66 | 0.500 | 1 978 | 2 255 | 0.877 |
| 13.  | Chieri             | 19 | 26 | 7  | 19 | 37 | 66 | 0.560 | 2 213 | 2 406 | 0.919 |
| 14.  | Vicenza            | 13 | 26 | 3  | 23 | 24 | 73 | 0.328 | 1 939 | 2 278 | 0.851 |

| Qualificata ai play-off scudetto | Retrocessa in Serie A2 |

### Play-off scudetto

#### Tabellone
|  | Quarti di finale | Quarti di finale  | Quarti di finale | Quarti di finale | Quarti di finale |   |                    | Semifinali | Semifinali | Semifinali | Semifinali | Semifinali | Semifinali | Semifinali |  |  | Finali | Finali            | Finali | Finali | Finali | Finali | Finali |
|  |                  |                   |                  |                  |                  |   |                    |            |            |            |            |            |            |            |  |  |        |                   |        |        |        |        |        |
|  | 1                | Robursport Pesaro | 3                | 3                |                  |   |                    |            |            |            |            |            |            |            |  |  |        |                   |        |        |        |        |        |
|  | 8                | Castellana Grotte | 0                | 0                |                  |   |                    |            |            |            |            |            |            |            |  |  |        |                   |        |        |        |        |        |
|  | 8                | Castellana Grotte | 0                | 0                |                  | 1 | Robursport Pesaro  | 3          | 3          | 3          |            |            |            |            |  |  |        |                   |        |        |        |        |        |
|  |                  |                   |                  |                  |                  | 1 | Robursport Pesaro  | 3          | 3          | 3          |            |            |            |            |  |  |        |                   |        |        |        |        |        |
|  |                  | 4                 | Busto Arsizio    | 0                | 0                | 0 |                    |            |            |            |            |            |            |            |  |  |        |                   |        |        |        |        |        |
|  | 5                | 4                 | Busto Arsizio    | 0                | 0                | 0 | Giannino Pieralisi | 3          | 1          | 2          |            |            |            |            |  |  |        |                   |        |        |        |        |        |
|  | 5                |                   |                  |                  |                  |   | Giannino Pieralisi | 3          | 1          | 2          |            |            |            |            |  |  |        |                   |        |        |        |        |        |
|  | 4                | Busto Arsizio     | 2                | 3                | 3                |   |                    |            |            |            |            |            |            |            |  |  |        |                   |        |        |        |        |        |
|  |                  |                   |                  |                  |                  |   |                    |            |            |            |            |            |            |            |  |  | 1      | Robursport Pesaro | 3      | 3      | 3      |        |        |
|  |                  |                   | 2                | Asystel          | 1                | 1 | 0                  |            |            |            |            |            |            |            |  |  |        |                   |        |        |        |        |        |
|  | 3                | Bergamo           | 1                | 3                | 3                |   |                    |            |            |            |            |            |            |            |  |  |        |                   |        |        |        |        |        |
|  | 6                | Sirio Perugia     | 3                | 1                | 0                |   |                    |            |            |            |            |            |            |            |  |  |        |                   |        |        |        |        |        |
|  | 6                | Sirio Perugia     | 3                | 1                | 0                |   | 3                  | Bergamo    | 2          | 3          | 3          | 1          | 2          |            |  |  |        |                   |        |        |        |        |        |
|  |                  |                   |                  |                  |                  |   | 3                  | Bergamo    | 2          | 3          | 3          | 1          | 2          |            |  |  |        |                   |        |        |        |        |        |
|  |                  | 2                 | Asystel          | 3                | 2                | 0 | 3                  | 3          |            |            |            |            |            |            |  |  |        |                   |        |        |        |        |        |
|  | 7                | 2                 | Asystel          | 3                | 2                | 0 | 3                  | 3          | Sassuolo   | 2          | 0          |            |            |            |  |  |        |                   |        |        |        |        |        |
|  | 7                |                   |                  |                  |                  |   |                    |            | Sassuolo   | 2          | 0          |            |            |            |  |  |        |                   |        |        |        |        |        |
|  | 2                | Asystel           | 3                | 3                |                  |   |                    |            |            |            |            |            |            |            |  |  |        |                   |        |        |        |        |        |

#### Risultati
| Quarti di finale |                          |     |                                   |
|                  |                          |     |                                   |
| 14-04            | Castellana Grotte-Pesaro | 0-3 | 20-25, 20-25, 16-25               |
| 15-04            | Jesi-Busto Arsizio       | 3-2 | 23-25, 21-25, 25-20, 25-23, 15-11 |
| 15-04            | Perugia-Bergamo          | 3-1 | 20-25, 25-20, 25-19, 25-23        |
| 15-04            | Sassuolo-Novara          | 2-3 | 29-27, 25-21, 22-25, 25-27, 12-15 |

| 17-04 | Bergamo-Perugia          | 3-1 | 25-20, 21-25, 25-19, 25-17 |
| 17-04 | Busto Arsizio-Jesi       | 3-1 | 27-25, 26-28, 25-19, 25-17 |
| 17-04 | Novara-Sassuolo          | 3-0 | 25-10, 28-26, 26-24        |
| 17-04 | Pesaro-Castellana Grotte | 3-0 | 25-23, 25-20, 25-20        |

| 19-04 | Bergamo-Perugia    | 3-0 | 25-20, 25-16, 25-19              |
| 20-04 | Busto Arsizio-Jesi | 3-2 | 24-26, 25-20, 25-22, 23-25, 15-7 |

| Semifinali |                      |     |                                  |
|            |                      |     |                                  |
| 22-04      | Novara-Bergamo       | 3-2 | 17-25, 21-25, 25-18, 25-17, 15-9 |
| 22-04      | Pesaro-Busto Arsizio | 3-0 | 25-17, 26-24, 25-21              |

| 24-04 | Novara-Bergamo       | 2-3 | 25-23, 25-20, 21-25, 20-25, 13-15 |
| 24-04 | Pesaro-Busto Arsizio | 3-0 | 25-11, 25-17, 25-16               |

| 26-04 | Bergamo-Novara       | 3-0 | 25-13, 25-20, 25-20 |
| 26-04 | Busto Arsizio-Pesaro | 0-3 | 22-25, 12-25, 21-25 |

| 28-04 | Bergamo-Novara | 1-3 | 31-33, 25-22, 23-25, 22-25 |

| 30-04 | Novara-Bergamo | 3-2 | 22-25, 25-19, 27-25, 19-25, 15-11 |

| Finale |               |     |                            |
|        |               |     |                            |
| 03-05  | Pesaro-Novara | 3-1 | 26-24, 26-24, 24-26, 25-18 |
| 06-05  | Pesaro-Novara | 3-1 | 23-25, 25-19, 25-17, 25-23 |
| 09-05  | Novara-Pesaro | 0-3 | 18-25, 18-25, 21-25        |

## Verdetti
- Robursport Pesaro Campione d'Italia 2008-09 e qualificata alla Champions League 2009-10.
- Asystel e  Bergamo qualificate alla Champions League 2009-10.
- Busto Arsizio qualificata alla Coppa CEV 2009-10.
- Chieri e  Vicenza retrocesse in Serie A2 2009-10.

## Statistiche
| Rendimento individuale | Rendimento individuale | Rendimento individuale | Rendimento individuale |
| Pos.                   | Nome                   | Punti                  | Squadra                |
| ---------------------- | ---------------------- | ---------------------- | ---------------------- |
| 1                      | Simona Rinieri         | 485                    | Giannino Pieralisi     |
| 2                      | Carolina Costagrande   | 451                    | Robursport Pesaro      |
| 3                      | Nataša Osmokrović      | 445                    | Asystel                |
| 4                      | Serena Ortolani        | 440                    | Bergamo                |
| 5                      | Carmen Țurlea          | 426                    | Sassuolo               |
| 6                      | Senna Ušić             | 418                    | Cesena                 |
| 7                      | Jovana Brakočević      | 416                    | Spes Conegliano        |
| 8                      | Elisa Togut            | 411                    | Sirio Perugia          |
| 9                      | Sarah Pavan            | 410                    | Spes Conegliano        |
| 10                     | Sanja Popović          | 405                    | Chieri                 |
| 10                     | Sônia Benedito         | 405                    | Castellana Grotte      |

| Attacchi vincenti | Attacchi vincenti    | Attacchi vincenti | Attacchi vincenti  |
| Pos.              | Nome                 | Punti             | Squadra            |
| ----------------- | -------------------- | ----------------- | ------------------ |
| 1                 | Simona Rinieri       | 432               | Giannino Pieralisi |
| 2                 | Serena Ortolani      | 402               | Bergamo            |
| 3                 | Carmen Țurlea        | 390               | Sassuolo           |
| 4                 | Hanka Pachale        | 373               | Villanterio        |
| 5                 | Carolina Costagrande | 370               | Robursport Pesaro  |
| 5                 | Sônia Benedito       | 370               | Castellana Grotte  |
| 7                 | Senna Ušić           | 366               | Cesena             |
| 8                 | Nataša Osmokrović    | 364               | Asystel            |
| 9                 | Elisa Togut          | 363               | Sirio Perugia      |
| 10                | Valdonė Petrauskaitė | 358               | Chieri             |

| Muri vincenti | Muri vincenti      | Muri vincenti | Muri vincenti      |
| Pos.          | Nome               | Punti         | Squadra            |
| ------------- | ------------------ | ------------- | ------------------ |
| 1             | Elisa Manzano      | 97            | Spes Conegliano    |
| 2             | Manuela Leggeri    | 91            | Sassuolo           |
| 3             | Elena Busso        | 84            | Chieri             |
| 4             | Danielle Scott     | 83            | Castellana Grotte  |
| 5             | Raffaella Calloni  | 80            | Giannino Pieralisi |
| 6             | Jevhenija Duškevyč | 78            | Sirio Perugia      |
| 7             | Sara Anzanello     | 77            | Asystel            |
| 8             | Monica Marulli     | 76            | Santeramo          |
| 9             | Paola Paggi        | 74            | Asystel            |
| 9             | Ilijana Petkova    | 74            | Castellana Grotte  |
| 9             | Barbara Campanari  | 74            | Busto Arsizio      |

| Battute vincenti | Battute vincenti      | Battute vincenti | Battute vincenti   |
| Pos.             | Nome                  | Punti            | Squadra            |
| ---------------- | --------------------- | ---------------- | ------------------ |
| 1                | Manon Flier           | 38               | Giannino Pieralisi |
| 2                | Jaqueline de Carvalho | 32               | Robursport Pesaro  |
| 3                | Christiane Fürst      | 31               | Robursport Pesaro  |
| 4                | Katarzyna Skowrońska  | 28               | Robursport Pesaro  |
| 5                | Sanja Popović         | 25               | Chieri             |
| 5                | Fernanda Ferreira     | 25               | Busto Arsizio      |
| 7                | Lucia Crisanti        | 24               | Sirio Perugia      |
| 7                | Amaranta Fernández    | 24               | Santeramo          |
| 9                | Margareta Kozuch      | 23               | Asystel            |
| 10               | Lucia Bosetti         | 22               | Sassuolo           |
| 10               | Jovana Brakočević     | 22               | Spes Conegliano    |
| 10               | Sarah Pavan           | 22               | Spes Conegliano    |

| Ricezioni perfette | Ricezioni perfette   | Ricezioni perfette | Ricezioni perfette |
| Pos.               | Nome                 | Punti              | Squadra            |
| ------------------ | -------------------- | ------------------ | ------------------ |
| 1                  | Francesca Marcon     | 464                | Spes Conegliano    |
| 2                  | Paola Capuano        | 390                | Santeramo          |
| 3                  | Carla Rossetto       | 360                | Spes Conegliano    |
| 4                  | Maurizia Borri       | 356                | Busto Arsizio      |
| 5                  | Enrica Merlo         | 345                | Bergamo            |
| 6                  | Valdonė Petrauskaitė | 330                | Chieri             |
| 7                  | Nataša Osmokrović    | 327                | Asystel            |
| 8                  | Stefania Sansonna    | 305                | Castellana Grotte  |
| 9                  | Claudia Mazzoni      | 300                | Cesena             |
| 10                 | Matea Ikić           | 298                | Vicenza            |

NB: I dati sono riferiti esclusivamente alla regular season.